# Cephalantheropsis obcordata
Cephalantheropsis obcordata es una especie  de orquídeas de hábito terrestre  originaria de Asia. 

## Descripción
Son plantas de hábito terrestre de tamaño pequeño a mediano, que prefiere el clima cálido para fresco y tiene un tallo grueso que lleva varias hojas  elípticas, agudas, que se estrechan gradualmente abajo en la base donde se abrazan. Florece en el otoño en una inflorescencia axilar, erguida, esbelta de 35 cm de largo, racemosa, con varias a muchas flores.

## Distribución y hábitat
Se encuentra en Fujian, Guangdong, Hainan y Yunnan de China, Japón, Taiwán, Bangladés, Laos, Myanmar, Tailandia, Vietnam, Hong Kong, Malasia, las Molucas y Filipinas en los bosque de hoja ancha, bosques primarios, semicaducos, mixtos y de coníferas a elevaciones de 1300 a 1450 metros.

## Taxonomía
Cephalantheropsis obcordata fue descrita por (Lindl.) Ormerod y publicado en Orchid Digest 62(4): 157. 1998[1998].
Etimología
Cephalantheropsis: nombre genérico que significa que es similar al género Cephalanthera.
obcordata: epíteto latíno  que significa "con forma de corazón inverso".
Sinonimia
- Alismorchis gracilis (Lindl.) Kuntze
- Alismorchis tubifera (Hook. f.) Kuntze
- Alismorkis gracilis (Lindl.) Kuntze
- Alismorkis tubifera (Hook.f.) Kuntze
- Bletia obcordata Lindl.	basónimo
- Calanthe bursicola Gagnep.
- Calanthe gracilis Lindl.
- Calanthe gracilis var. venusta F. Maek.
- Calanthe ramosii Ames
- Calanthe tubifera Hook.f.
- Calanthe venusta Schltr.
- Cephalantheropsis gracilis (Lindl.) S.Y.Hu
- Cephalantheropsis venusta (Schltr.) S.Y.Hu
- Gastrorchis gracilis (Lindl.) Aver.
- Limatodis gracilis (Lindl.) Lindl.
- Paracalanthe gracilis (Lindl.) Kudô
- Paracalanthe venusta (Schltr.) Kudô
- Phaius gracilis (Lindl.) S.S.Ying
- Phaius ramosii (Ames) Ames[1][3][4]